# NGC 6164
NGC 6164 (другие обозначения — ESO 226-PN13, PK 336-0.1, ESO 226-EN12, AM 1630-475) — эмиссионная туманность в созвездии Наугольник и находится на расстоянии 4200 св. лет. Образована звёздным ветром горячей массивной звезды HD 148937 возрастом 3—4 млн лет. Туманность обладает биполярной симметрией, которая, скорее всего, вызвана магнитным полем звезды. Благодаря данной симметрии туманность очень напоминает более известные планетарные туманности. Размер эмиссионной туманности около 4 световых лет.
Этот объект входит в число перечисленных в оригинальной редакции «Нового общего каталога».